# Menipea pacifica
Menipea pacifica är en mossdjursart som beskrevs av Jean-Loup d'Hondt och Schopf 1984. Menipea pacifica ingår i släktet Menipea och familjen Candidae. Inga underarter finns listade i Catalogue of Life.